# Organisation du Jihad islamique
Pour les articles homonymes, voir Jihad islamique et IJO.
 (août 2009).
Si vous disposez d'ouvrages ou d'articles de référence ou si vous connaissez des sites web de qualité traitant du thème abordé ici, merci de compléter l'article en donnant les références utiles à sa vérifiabilité et en les liant à la section « Notes et références ».
L'Organisation du Jihad islamique (en anglais, Islamic Jihad Organization ou IJO) était un groupe armé islamiste chiite affilié au Hezbollah impliqué dans la guerre du Liban.
La première apparition du Jihad islamique est la revendication de l'attentat qui avait visé l'ambassade américaine à Beyrouth au Liban le 18 avril 1983, faite par une certaine organisation du Jihad islamique. Ce même groupe revendiquera également le double attentat-suicide du 23 octobre 1983 contre les casernements américain et français à Beyrouth, respectivement sur l'aéroport International de Beyrouth et l'hôtel Le Drakkar.
Selon Robert Baer, l'IJO ne serait qu'un groupe d'anciens du Fatah directement aux ordres de l'Iran par l'intermède des pasdarans iraniens, et dirigé par Imad Mougniyah. Ce groupe, sous d'autres noms, serait également responsable du détournement du Vol 847 TWA le 14 juin 1985 et serait lié à l'enlèvement de diplomates soviétiques au Liban à la même époque (attentat revendiqué par l'Organisation de Libération Islamique, nom qui n'a été utilisé qu'à cette seule occasion).
Ce même nom a été repris par d'autres organisations. Il a notamment été utilisé lors d'enlèvements d'étrangers (essentiellement américains et français) au Liban dans les années 1980, enlèvements commis par le Hezbollah (voir Liste des otages du Hezbollah au Liban). Certains otages américains ont été séquestrés à la caserne Cheikh-Abdallah de Baalbek, qui était alors occupée par les pasdarans. Les tentatives de négociations entre les États-Unis et l'Iran ont conduit à l'affaire Iran-Contra. Le Hezbollah a également utilisé ce nom pour revendiquer certaines de ses attaques au Liban, en Europe et au Moyen-Orient dans les années 1980.